# Gymnostachyum hirtistylum
Gymnostachyum hirtistylum är en akantusväxtart som beskrevs av C. B. Cl.. Gymnostachyum hirtistylum ingår i släktet Gymnostachyum och familjen akantusväxter. Inga underarter finns listade i Catalogue of Life.